# Ямаути (род)
Род Ямаути (яп. 山内氏) — японский самурайский род.

## История
Клан Ямаути вёл своё происхождение от кугэ Фудзивара-но-Хидэсато.
Род Ямаути находился в провинции Тоса, которая охватывала южную часть острова Сикоку. В 1600 году после победы в битве при Сэкигахара Токугава Иэясу передал роду Ямаути провинцию Тоса. Род Ямаути оставался лояльным династии Токугава вплоть до её свержения в 1868 году. Бывший даймё Тоса-хана Ямаути Тоёсигэ стал губернатором новообразованной префектуры Коти.

## Представители
- Тосимити (俊道), потомок Фудзивара-но-Хидэсато в 10-м поколении. Был первым человеком, который стал носить фамилию «Ямаути».
- Моритоё (盛豊) (1510—1557), владел замками Ивакура и Курода в провинции Овари.
- Кадзутоё (一豊, 1546—1605), второй сын предыдущего. С 13 лет служил Оде Нобунаге. В 1582 году Тоётоми Хидэёси пожаловал ему во владение домен Такахама в провинции Вакаса, а в 1585 году — замок Нагахама в провинции Оми и титул «Цусима-но-ками». В 1590 году Кадзутоё получил во владение домен Какегава в провинции Тотоми с доходом в 50000 коку. Перешёл на службу к Токугава Иэясу, который в 1601 году после битвы при Сэкигахаре пожаловал ему во владение провинцию Тоса с доходом в 242000 коку.
- Тоёсигэ 山内 豊信, 1827—1872), известный также как Ямаути Ёдо (山内 容堂), 15-й даймё Тоса-хана (1848—1859), взял на себя ведущую роль в свержении сёгуната Токугава. Он был первым, по предложению Гото Сёдзиро (1838—1897) написал письмо сёгуну с предложением отставки. Ёдо занимал различные должности в новом правительстве после Реставрации Мэйдзи.